# Antonio Montauti
Antonio Montauti  (Florence, 14 novembre 1683 - Rome, 1746) est un sculpteur italien baroque qui fut actif à Florence.

## Image

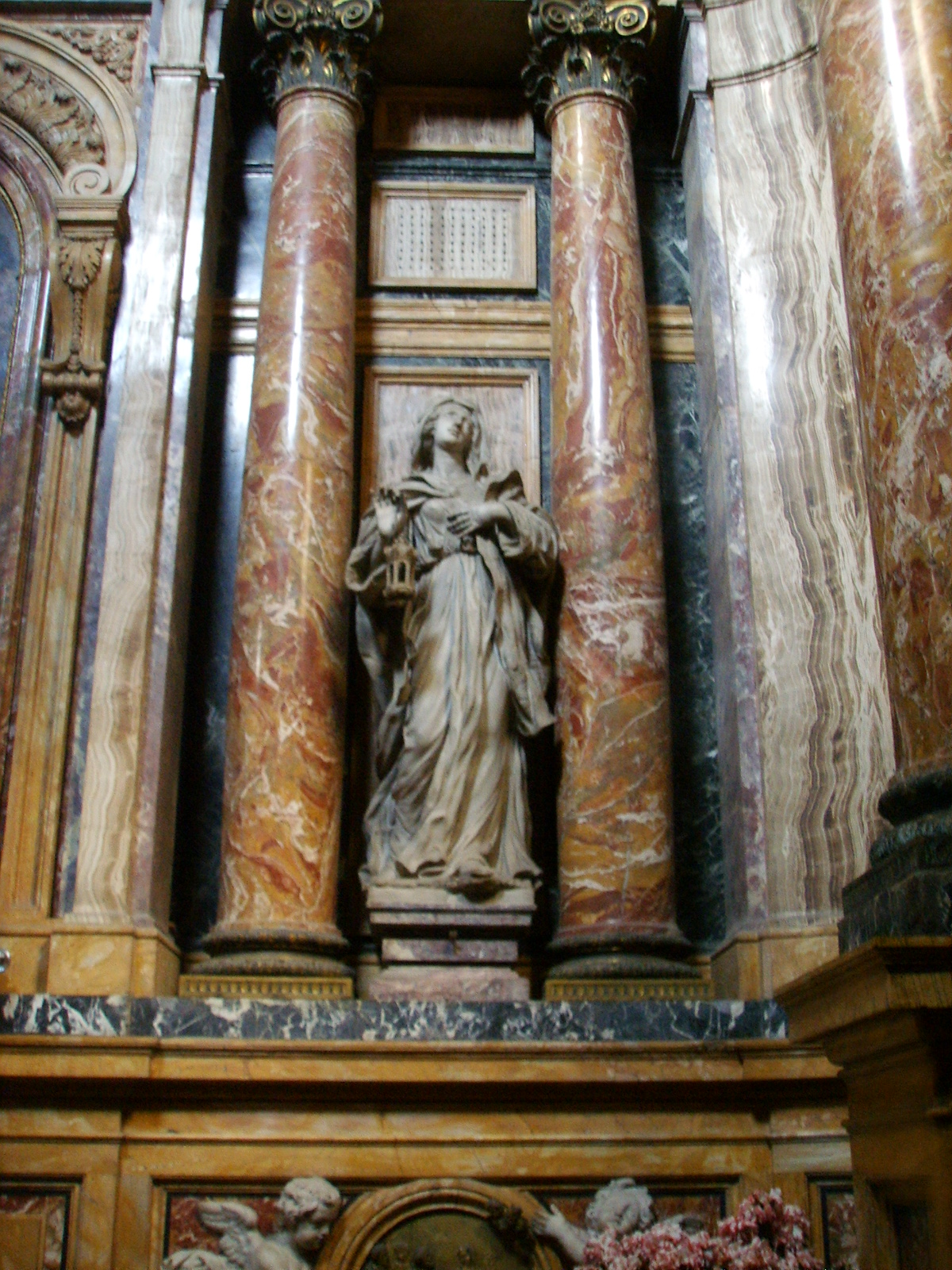
Allégorie de La Religion.

## Œuvres
- Portrait gravé d'Orazio Ricasoli Rucellai (it)
- Allégorie de La Religion, chapelle majeure, église Santa Maria Maddalena dei Pazzi, Florence
- Le Retour du fils prodique, Detroit Institute of Arts
- Le Triomphe de Neptune et Europe, Harvard University Art Museums, Massachusetts
- Pietà (vers 1734), chapelle Corsini, San Giovanni in Laterano, Rome